# Antimilos
Antimilos (grčki: Αντίμηλος) ili Erimomilos, je otok koji pripada Grčkoj, nije naseljen, a pripada grupi otoka Cikladi, u Egejskom moru. 
Otok leži oko 20 km sjeverozapadno od luke otoka Milos, a svojom dužinom od 4 km i širinom od 3 km osigurava sebi površinu veličine preko 10 km².
Antimilos je otok siromašan vegetacijom, a naseljen je samo divljim kozama i kunićima. Otok je brdovit, vulkanskog je podrijetla, a najviša točka iznosi 684 metra. Može se posjetiti prilikom turističke sezone s malim turističkim brodićima koji voze s Milosa.
Znamenitosti od povijesne vrijednosti na ovom otoku ne postoje, ali postoji nekolicina lijepih zalijeva za kupanje, koji su slobodni za turiste.